# L. J. 스미스
리사 제인 스미스(영어: Lisa Jane Smith, 1965년 9월 4일 ~ )는 미국의 작가이다.